# Хайел
„Хайел“ (на български: Огледало) е хумористично арменско списание във Варна. Издава се в периода 12 април 1897 – 24 август 1902 г.
Списанието помества сатирични, литературни и информационни материали и не заема политически пристрастия. Излиза всяка събота. Собственик е Диран К. Папазян. Първоначално отговорен редактор е Никола Драгулев, от брой 72 – М. Скоков, от брой 170 – Ж. Ив. Жеков, а от брой 188 е Георги Янтовски. Отпечатва се в печатница „Взаимност“ във Варна. Заглавието му е изписано и на български език.